# Kiril Despodov
Kiril Vasilev Despodov (* 11. listopadu 1996 Kresna) je bulharský profesionální fotbalista, který hraje na pozici křídelníka za řecký klub PAOK Soluň a za bulharský národní tým.
V srpnu 2020 u něj byla potvrzena nákaza nemocí covid-19.

## Klubová kariéra

### Litex Loveč
Despodov se narodil v Kresně. Ve 12 letech se připojil k akademii Litexu Loveč. Byl klíčovou postavou v národním poháru do 16 let, když ve finále proti PFK Černo More Varna vstřelil dva góly. Despodov debutoval v první lize 12. května 2012 pod trenérem Stoičkovem (Despodovovi bylo 15 let a 183 dní). První gól v lize vstřelil 10. srpna 2013 do sítě FC Pirin Gotse Delchev. V listopadu 2014, krátce po svých 18. narozeninách, podepsal s Litexem první profesionální smlouvu. Navzdory špatnému startu do sezony 2015/16, když odehrál pouhé 4 zápasy z 19 kol, se Despodov stal Litečským hrdinou ve čtvrtfinále domácího poháru. V zápase proti PFK Levski Sofia nastoupil jako náhradník v 76. minutě za stavu 0:0. Litex utkání nakonec vyhrál 3:0, Despodov vstřelil dvě branky.

### PFK CSKA Sofia
V červenci 2016 odešel do CSKA Sofia. V dubnu 2017 vstřelil gól v největším bulharském derby proti PFK Levski Sofia.

### Cagliari Calcio
V lednu 2019 Despodov přestoupil do italského Cagliari Calcio, podepsal zde smlouvu do roku 2023. CSKA Sofia nezveřejnila přesnou přestupovou částku, spekuluje se ale, že částka překonala rekord za hráče odcházejícího z bulharské první ligy (rekord do té doby držel Christo Stoičkov a jeho částka 4,5 milionu dolarů za přestup do Barcelony v roce 1990). Za Cagliari debutoval 10. ledna proti AC Milán.

#### SK Sturm Graz (hostování)
V září 2019 odešel Despodov na roční hostování do rakouského SK Sturm Graz. V prosinci 2019 o Despodova projevila zájem pražská Sparta.

## Reprezentační kariéra
Za reprezentaci Despodov poprvé hrál v únoru 2015 v neoficiálním přátelském utkání s Rumunskem. Oficiální debut odehrál 23. května 2018 v přátelském utkání s Bosnou a Hercegovinou. V říjnu 2018 vstřelil svůj první gól, a to Kypru v utkání Ligy národů UEFA. Během kvalifikace na ME 2020 si dvakrát zahrál proti Česku, ve druhém utkání si připsal asistenci na vítězný gól Bulharska (utkání skončilo 1:0).

### Góly v reprezentaci
| Gól | Datum        | Soutěž (kolo)            | Zápas            | Skóre (minuta) | Výsledek |
| --- | ------------ | ------------------------ | ---------------- | -------------- | -------- |
| 1   | 13. 10. 2019 | Liga národů UEFA (C, 3.) | Bulharsko – Kypr | 1:10(59.)      | 2:1      |